# Parlamentele statelor lumii
Parlamentele sunt organisme legislative din diverse state.

## Legislaturi supranaționale
| Organizație       | Denumire                   | Nivel      | Sistem de vot | Locuri |
| ----------------- | -------------------------- | ---------- | ------------- | ------ |
| Uniunea Europeană | Consiliul Uniunii Europene | Superior   | Vot indirect  | 27     |
| Uniunea Europeană | Parlamentul European       | Inferior   | Vot direct    | 705    |
| Uniunea Africană  | Parlamentul Panafrican     | Unicameral | Vot indirect  | 265    |
| Liga Arabă        | Parlamentul Arab           | Unicameral | -             | 80     |
| Benelux           | Parlamentul Benelux        | Unicameral | Vot indirect  | 49     |
| Mercosur          | Parlamentul Mercosur       | Unicameral | Vot indirect  | 108    |

## Uniunea Europeană
| Țară      | Nivel      | Mandat (ani) | Locuri | Sistem de vot                            |
| --------- | ---------- | ------------ | ------ | ---------------------------------------- |
| Austria   | Inferior   | 5            | 183    | Metoda D'Hondt cu prag de 4%             |
| Austria   | Superior   | 5 și 6       | 60     | Aleși de legislaturile statelor federale |
| Belgia    | Inferior   | 5            | 150    | Metoda D'Hondt cu prag de 5%             |
| Belgia    | Superior   | 5            | 60     | Aleși de parlamentele regionale          |
| Bulgaria  | Unicameral | 4            | 240    |                                          |
| Croatia   | Unicameral | 4            | 151    | Metoda D'Hondt cu prag de 5%             |
| Cipru     | Unicameral | 5            | 56     |                                          |
| Cehia     | Inferior   | 4            | 200    | Metoda D'Hondt cu prag de 5%             |
| Cehia     | Superior   | 6            | 81     | Alegeri în două tururi                   |
| Danemarca | Unicameral | 4            | 179    | Metoda D'Hondt cu prag de 2%             |
| Franța    | Inferior   | 5            | 577    | Alegeri în două tururi                   |
| Franța    | Superior   | 6            | 348    |                                          |
| Germania  | Inferior   | 4            | 736    | Metoda Sainte-Laguë cu prag de 5%        |
| Germania  | Superior   | variabil     | 69     | În funcție de guvernul federal local     |
| Grecia    | Unicameral | 4            | 300    | Metoda D'Hondt cu prag de 3%             |
| România   | Inferior   | 4            | 329    |                                          |
| România   | Superior   | 4            | 137    |                                          |

## Parlamente care au recunoaștere internațională
| Țară                       | Tip                             | Nume                                            | Camera superioară                                   | Camera inferioară                                             |
| -------------------------- | ------------------------------- | ----------------------------------------------- | --------------------------------------------------- | ------------------------------------------------------------- |
| Australia                  | bicameral                       | Parlamentul Australiei                          | Senatul Australiei                                  | Camera Reprezentanților (Australia)                           |
| Austria                    | bicameral                       | Parlamentul Austriei                            | Bundesrat (Austria)                                 | Consiliul Național al Austriei                                |
| Azerbaidjan                | unicameral                      | Adunarea Națională a Azerbaidjanului            |                                                     |                                                               |
| Albania                    | unicameral                      | Adunarea Națională a Albaniei                   |                                                     |                                                               |
| Andorra                    | unicameral                      | Consiliul General al Văilor Andorane            |                                                     |                                                               |
| Argentina                  | bicameral                       | Congresul Național al Argentinei                | Senatul Argentinei                                  | Camera Deputaților din Argentina                              |
| Armenia                    | unicameral                      | Adunarea Națională a Armeniei                   |                                                     |                                                               |
| Afganistan                 | bicameral                       | Adunarea Națională a Afganistanului             |                                                     |                                                               |
| Bangladesh                 | unicameral                      | Adunarea Națională din Bangladesh               |                                                     |                                                               |
| Belarus                    | bicameral                       | Adunarea Națională a Republicii Belarus         | Consiliul Republicii (Belarus)                      | Camera Reprezentanților (Belarus)                             |
| Belize                     | bicameral                       | Adunarea Națională a Belizei                    |                                                     | Camera Reprezentanților (Belize)                              |
| Belgia                     | bicameral                       | Parlamentul Belgiei                             | Senatul Belgiei                                     | Camera Reprezentanților Belgiei                               |
| Bulgaria                   | unicameral                      | Adunarea Națională a Bulgariei                  |                                                     |                                                               |
| Bosnia și Herțegovina      | bicameral                       | Adunarea Parlamentară a Bosniei și Herțegovinei |                                                     |                                                               |
| Bolivia                    | bicameral                       | Parlamentul Boliviei                            |                                                     |                                                               |
| Brazilia                   | bicameral                       | Congresul Național al Braziliei                 |                                                     |                                                               |
| Brunei                     | unicameral                      | Parlamentul din Brunei                          |                                                     |                                                               |
| Bhutan                     | bicameral                       | Parlamentul de la Bhutan                        | Consiliul Național Bhutan                           | Adunarea Națională din Bhutan                                 |
| Vanuatu                    | unicameral                      | Parlamentul din Vanuatu                         |                                                     |                                                               |
| Marea Britanie             | bicameral                       | Parlamentul Regatului Unit                      | Camera Lorzilor                                     | Camera Comunelor                                              |
| Ungaria                    | unicameral                      | Adunarea Națională a Ungariei                   |                                                     |                                                               |
| Venezuela                  | unicameral                      | Adunarea Națională a Venezuelei                 |                                                     |                                                               |
| Vietnam                    | unicameral                      | Adunarea Națională a Vietnamului                |                                                     |                                                               |
| Haiti                      | bicameral                       | Parlamentul din Haiti                           | Senatul (Haiti)                                     | Camera Deputaților (Haiti)                                    |
| Haiti                      | unicameral                      | Parlamentul din Haiti                           |                                                     |                                                               |
| Germania                   | unicameral                      | Bundestag                                       |                                                     |                                                               |
| Grecia                     | unicameral                      | Parlamentul Greciei                             |                                                     |                                                               |
| Georgia                    | unicameral                      | Parlamentul Georgiei                            |                                                     |                                                               |
| Danemarca                  | unicameral                      | Folketing                                       |                                                     |                                                               |
| Egipt                      | bicameral                       | Parlamentul Egiptului                           | Adunarea Națională                                  |                                                               |
| Zambia                     | unicameral                      | Adunarea Națională a Zambiei                    |                                                     |                                                               |
| Israel                     | unicameral                      | Knesset                                         |                                                     |                                                               |
| India                      | bicameral                       | Parlamentul Indiei                              | Rajya Sabha                                         | Lok Sabha                                                     |
| Indonezia                  | bicameral                       | Congresul Consultativ al Poporului              | Consiliul Reprezentanților Poporului (Indonezia)    | Consiliul reprezentanților regiunilor                         |
| Iordania                   | bicameral                       | Adunarea Națională a Iordaniei                  |                                                     |                                                               |
| Irak                       | unicameral (temporar)           | Consiliul Reprezentanților din Irak             |                                                     |                                                               |
| Iran                       | unicameral                      | Consiliul consultativ islamic                   |                                                     |                                                               |
| Irlanda                    | bicameral                       | Oireachtas Éireann                              | Seanad Éireann                                      | Dáil Éireann                                                  |
| Islanda                    | unicameral                      | Althing                                         |                                                     |                                                               |
| Spania                     | bicameral                       | Parlamentul Spaniei                             | Senatul Spaniei                                     | Congresul Deputaților (Spania)                                |
| Italia                     | bicameral                       | Parlamentul Republicii Italiene                 | Senatul Italiei                                     | Camera Deputaților din Italia                                 |
| Kazahstan                  | bicameral                       | Parlamentul Kazahstanului                       | Senatul Parlamentului Republicii Kazahstan          | Majilis al Parlamentului Kazahstanului                        |
| Cambodgia                  | bicameral                       | Parlamentul Cambodgiei                          |                                                     | Adunarea Națională a Cambodgiei                               |
| Canada                     | bicameral                       | Parlamentul Canadei                             | Senatul Canadei                                     | Camera Comunelor din Canada                                   |
| Kenya                      | bicameral                       | Parlamentul din Kenya                           | Senatul din Kenya                                   | Adunarea Națională din Kenya                                  |
| Cipru                      | unicameral                      | Parlamentul Republicii Cipru                    |                                                     |                                                               |
| Kârgâzstan                 | unicameral                      | Jogorku Kenesh                                  |                                                     |                                                               |
| China                      | unicameral                      | Congresul Național al Poporului                 |                                                     |                                                               |
| Coreea de Nord             | unicameral                      | Adunarea Populară Supremă a Coreei de Nord      |                                                     |                                                               |
| Coreea de Sud              | unicameral                      | Parlamentul Republicii Coreea                   |                                                     |                                                               |
| Columbia                   | bicameral                       | Congresul din Columbia                          | Senatul Columbiei                                   | Camera Reprezentanților din Columbia                          |
| Cuba                       | unicameral                      | Adunarea Națională a Puterii Populare (Cuba)    |                                                     |                                                               |
| Kuweit                     | unicameral                      | Parlamentul din Kuweit                          |                                                     |                                                               |
| Letonia                    | unicameral                      | Seimul Letoniei                                 |                                                     |                                                               |
| Laos                       | unicameral                      | Parlamentul din Laos                            |                                                     |                                                               |
| Liban                      | unicameral                      | Parlamentul libanez                             |                                                     |                                                               |
| Lituania                   | unicameral                      | Seimasul Republicii Lituania                    |                                                     |                                                               |
| Luxemburg                  | unicameral                      | Camera Deputaților din Luxemburg                |                                                     |                                                               |
| Republica Macedonia        | unicameral                      | Reuniunea Republicii Macedonia                  |                                                     |                                                               |
| Malaezia                   | bicameral                       | Parlamentul Malaeziei                           | Casa Națiunii (Malaezia)                            | Casa Poporului (Malaezia)                                     |
| Mali                       | unicameral                      | Adunarea Națională din Mali                     |                                                     |                                                               |
| Maldive                    | unicameral                      | Oamenii din Mejlis Maldive                      |                                                     |                                                               |
| Mexic                      | bicameral                       | Congresul din Mexic                             | Senatul Mexicului                                   | Camera Deputaților din Mexic                                  |
| Republica Moldova          | unicameral                      | Parlamentul Republicii Moldova                  |                                                     |                                                               |
| Mongolia                   | unicameral                      | Statul Mare Hural                               |                                                     |                                                               |
| Myanmar                    | bicameral                       | Adunarea Uniunii                                | Camera de naționalități                             | Camera Reprezentanților (Myanmar)                             |
| Nauru                      | unicameral                      | Parlamentul Nauru                               |                                                     |                                                               |
| Nepal                      | unicameral                      | A doua Adunare Constituantă a Nepalului         |                                                     |                                                               |
| Țările de Jos              | bicameral                       | Stări generale (Olanda)                         | Senatul Țărilor de Jos                              | Camera Reprezentanților din Țările de Jos                     |
| Nicaragua                  | unicameral                      | Adunarea Națională din Nicaragua                |                                                     |                                                               |
| Noua Zeelandă              | unicameral                      | Parlamentul Noua Zeelandă                       |                                                     | Camera Reprezentanților din Noua Zeelandă                     |
| Norvegia                   | unicameral                      | Storting                                        |                                                     |                                                               |
| Oman                       | unicameral                      | Parlamentul Oman                                |                                                     |                                                               |
| Pakistan                   | bicameral                       | Parlamentul Pakistanului                        | Senatul din Pakistan                                | Adunarea Națională a Pakistanului                             |
| Paraguay                   | bicameral                       | Congresul din Paraguay                          | Senatul din Paraguay                                | Camera Deputaților din Paraguay                               |
| Peru                       | unicameral                      | Congresul Republicii Peru                       |                                                     |                                                               |
| Polonia                    | bicameral                       | Seimul Poloniei                                 | Senatul Poloniei                                    | Seimul Poloniei                                               |
| Portugalia                 | unicameral                      | Adunarea Republicii (Portugalia)                |                                                     |                                                               |
| Rusia                      | bicameral                       | Adunarea Federală a Rusiei                      | Consiliul Federației Ruse                           | Duma de Stat                                                  |
| România                    | bicameral                       | Parlamentul României                            | Senatul României                                    | Camera Deputaților din România                                |
| El Salvador                | unicameral                      | Adunarea legislativă a El Salvador              |                                                     |                                                               |
| San Marino                 | unicameral                      | Consiliul General al San Marino                 |                                                     |                                                               |
| Arabia Saudită             | unicameral, consiliere juridică | Mejlis ash-Shura (Arabia Saudită)               |                                                     |                                                               |
| Serbia                     | unicameral                      | Adunarea Națională a Republicii Serbia          |                                                     |                                                               |
| Siria                      | unicameral                      | Consiliul Popular din Siria                     |                                                     |                                                               |
| Slovacia                   | unicameral                      | Consiliul Național al Slovaciei                 |                                                     |                                                               |
| Slovenia                   | bicameral                       | Parlamentul Sloveniei                           | Consiliul Național al Sloveniei                     | Adunarea Națională a Sloveniei                                |
| Statele Unite ale Americii | bicameral                       | Congres                                         | Senat                                               | Camera Reprezentanților                                       |
| Surinam                    | unicameral                      | Adunarea Națională a Surinamului                |                                                     |                                                               |
| Tadjikistan                | bicameral                       | Adunarea Supremă din Tadjikistan                | Majlisi Milli Majlisi Oli din Republica Tadjikistan | Majlisi Namoyandagon Majlisi Oli din Republica Tadjikistan    |
| Turkmenistan               | unicameral                      | Mejlis de Turkmenistan                          |                                                     |                                                               |
| Turcia                     | unicameral                      | Marea Adunare Națională a Turciei               |                                                     |                                                               |
| Uzbekistan                 | bicameral                       | Oliy Majlis                                     | Senatul lui Oliy Majlis al Republicii Uzbekistan    | Camera Legislativă a lui Oliy Majlis din Republica Uzbekistan |
| Ucraina                    | unicameral                      | Rada Supremă a Ucrainei                         |                                                     |                                                               |
| Uruguay                    | bicameral                       | Adunarea Generală a Uruguayului                 | Senatul din Uruguay                                 | Camera Deputaților din Uruguay                                |
| Filipine                   | bicameral                       | Parlamentul Filipine                            | Senatul Filipine                                    | Camera Reprezentanților din Filipine                          |
| Franța                     | bicameral                       | Parlamentul Franței                             | Senatul Franței                                     | Adunarea Națională a Franței                                  |
| Croația                    | unicameral                      | Sabor                                           |                                                     |                                                               |
| Muntenegru                 | unicameral                      | Adunarea Muntenegrului                          |                                                     |                                                               |
| Cehia                      | bicameral                       | Parlamentul Republicii Cehe                     | Senatul Republicii Cehe                             | Camera Deputaților din Parlamentul Republicii Cehe            |
| Chile                      | bicameral                       | Congresul Național din Chile                    | Senatul din Chile                                   | Camera Deputaților din Chile                                  |
| Elveția                    | bicameral                       | Adunarea Federală (Elveția)                     | Consiliul Cantoanelor din Elveția                   | Consiliul Național al Elveției                                |
| Suedia                     | unicameral                      | Riksdag                                         |                                                     |                                                               |
| Ecuador                    | unicameral                      | Congresul Național al Ecuadorului               |                                                     |                                                               |
| Estonia                    | unicameral                      | Riigikogu                                       |                                                     |                                                               |
| Japonia                    | bicameral                       | Dieta Japoniei                                  | Camera Consilierilor din Japonia                    | Camera Reprezentanților din Japonia                           |

## Parlamente de state nerecunoscute și parțial recunoscute
| Abhazia                            | unicameral | Adunarea Națională a Republicii Abhazia             |
| Republica Populară Donețk          | unicameral | Consiliul Popular din Republica Populară Donetsk    |
| Taiwan                             | unicameral | Legislativ yuan                                     |
| Kosovo                             | unicameral | Adunarea din Kosovo                                 |
| Luhansk                            | unicameral | Consiliul Popular din Republica Populară Lugansk    |
| Republica Karabahul de Munte       | unicameral | Adunarea Națională a Republicii Nagorno-Karabah     |
| Palestina                          | unicameral | Consiliul Legislativ Palestinian                    |
| Transnistria                       | unicameral | Sovietul Suprem al Republicii Moldovenești Nistrene |
| Republica Turcă a Ciprului de Nord | unicameral | Adunarea Republicii Turce a Ciprului de Nord        |
| Osetia de Sud                      | unicameral | Parlamentul Osetiei de Sud                          |